# Ossónoba
Ossónoba foi uma antiga cidade situada na zona Sudoeste da Península Ibérica, no mesmo local em que foi depois construída a cidade de Faro, na região do Algarve, em Portugal. Também foi conhecida, na antiguidade, como Osónoba (Osonoba), e nas suas moedas surgia com o nome abreviado OSVNBA (OSUNBA). A povoação foi fundada cerca de 400 a 300 anos antes de Cristo, embora só tenha atingido o seu apogeu durante o domínio romano, a partir do século II a.C.. A cidade entrou em declínio nos finais da civilização romana na Península Ibérica, nos séculos IV e V, com as invasões bárbaras. Voltou a ganhar importância após a conquista muçulmana em 713, tornando-se num importante centro cultural e político, que controlava a região do Algarve. Durante o domínio mouro, Ossónoba mudou de nome por diversas vezes, terminando como Santa Maria ibne Harune, que posteriormente deu origem ao topónimo Faro.

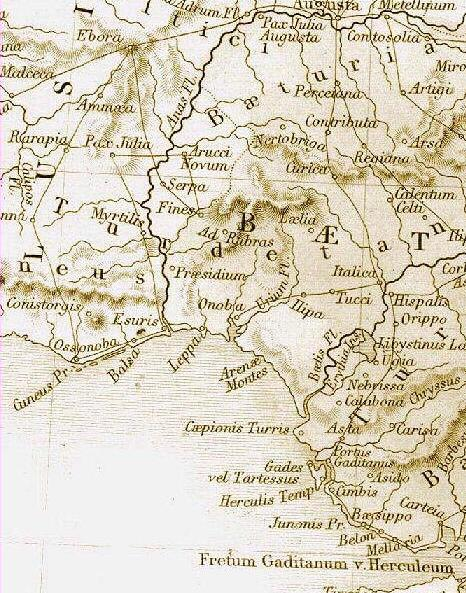
Mapa do Golfo de Cádis durante o período romano, incluindo a cidade de Ossónoba

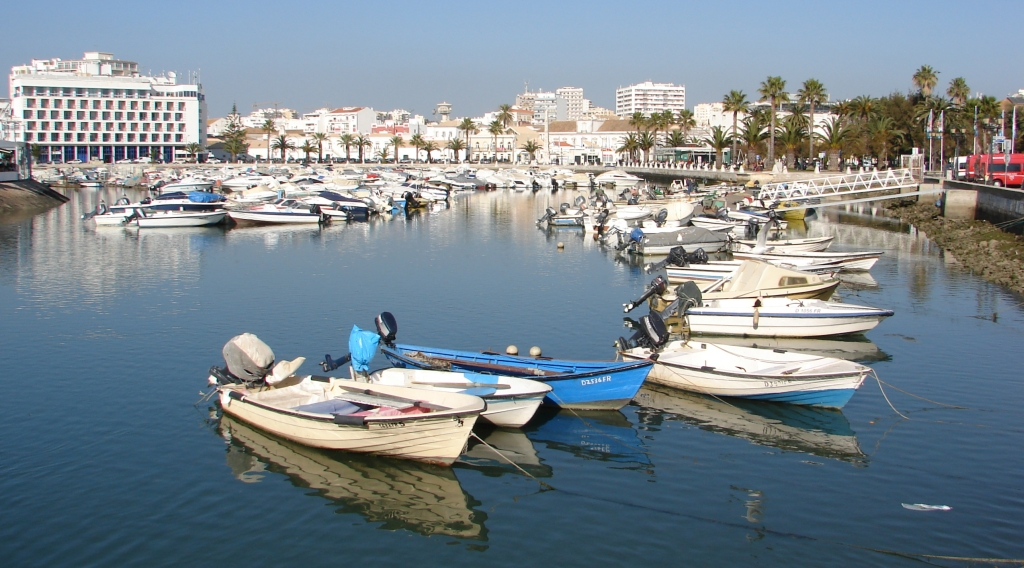
Doca de Faro, com o Hotel EVA ao fundo à esquerda

## Descrição

### Localização e organização
Segundo a obra De Situ Orbis de Pompónio Mela, a cidade de Ossónoba situava-se na zona conhecida como Promontório Cúneo, parte da região romana da Lusitânia. De acordo com o Itinerário de Antonino, Ossónoba ficaria a cerca de 16 milhas romanas de outra povoação importante, Balsa, situada perto da moderna cidade de Tavira, e que também fazia parte do Promontório Cúneo. Foi descoberto um fragmento de um marco romano perto de Balsa, estudado por Fernandes Mascarenhas, que indicava a distância desde aquela cidade até Ossónoba.
A área onde se inseria Ossónoba corresponde à localização da cidade moderna de Faro, tendo sido encontrados vestígios de edifícios romanos, incluindo na zona da estação ferroviária, junto à margem da Ria Formosa, que provam que aquela área estaria já urbanizada durante esse período. Naquela área foram identificadas cetárias para a produção de garo, dois pátios ao ar livre que eram normalmente utilizados para a preparação do peixe, e vários edifícios para habitação e armazenagem, dos quais sobraram algumas tégulas e ímbrices. Também foi naquela área que foi encontrado o mosaico do Deus Oceano, entre as Ruas Infante D. Henrique e Ventura Coelho. Foram igualmente encontrados vários tanques de salga de peixe em frente ao Hotel da EVA.
Ao contrário da moderna cidade de Faro, que está ligeiramente afastada da faixa costeira, Ossónoba era uma cidade plenamente litoral. Com efeito, as correntes e os ventos arrastaram areia ao longo de centenas de anos, criando um sistema de dunas, ilhas e sapais em redor da costa, separando a cidade do mar, mas no período romano Ossónoba estava situada ainda na orla marítima, facilitando o acesso ao oceano e potenciando o seu uso como porto marítimo. Também foi encontrada uma sepultura romana na Quinta do Fumeiro, existindo vestígios de outras sepulturas na mesma zona. Outros indícios da cidade romana foram descobertos na moderna Rua de Santo António, onde foram encontrados restos humanos, telhas e ânforas. A cidade romana contava com estruturas de defesa, incluindo muralhas e torres de defesa, que tinham forma semicircular.
Nas imediações de Faro foram encontrados os vestígios de três importantes núcleos de vestígios romanos, correspondentes à cidade de Balsa e às villas de Quinta do Marim e Milreu.

### Economia
Ossónoba era uma importante cidade portuária, com uma economia fortemente baseada no mar, não só como entreposto comercial mas também como centro piscatório. Desta forma, possuía vários complexos para a preparação de produtos baseados no peixe, como o garo. O porto servia principalmente para exportar os produtos agrícolas e piscícolas gerados localmente ou em quintas em redor da cidade, como Milreu, embora também servisse para a entrada vários produtos que não eram produzidos na região, como as lucernas, que não eram fabricadas na região, e que tinham de ser importadas de Itália e do Norte de África.

### Mosaicos
Foram encontrados importantes painéis de mosaicos entre as ruínas de Ossónoba, que provavelmente foram executados pelo mesmo grupo de artistas africanos que trabalharam nos mosaicos na villa romana de Milreu. Um dos mais importantes vestígios de Ossónoba é o chamado Mosaico do Deus Oceano, com cerca de 9 m de comprimento por 3,5 m de largura, com um grande retrato da figura mitológica do Oceano no centro, decorado com motivos vegetais, e com vários nomes na parte inferior. A peça, que foi classificada pelo governo como Tesouro Nacional, foi reconstruída e preservada no Museu de Faro, numa sala própria.

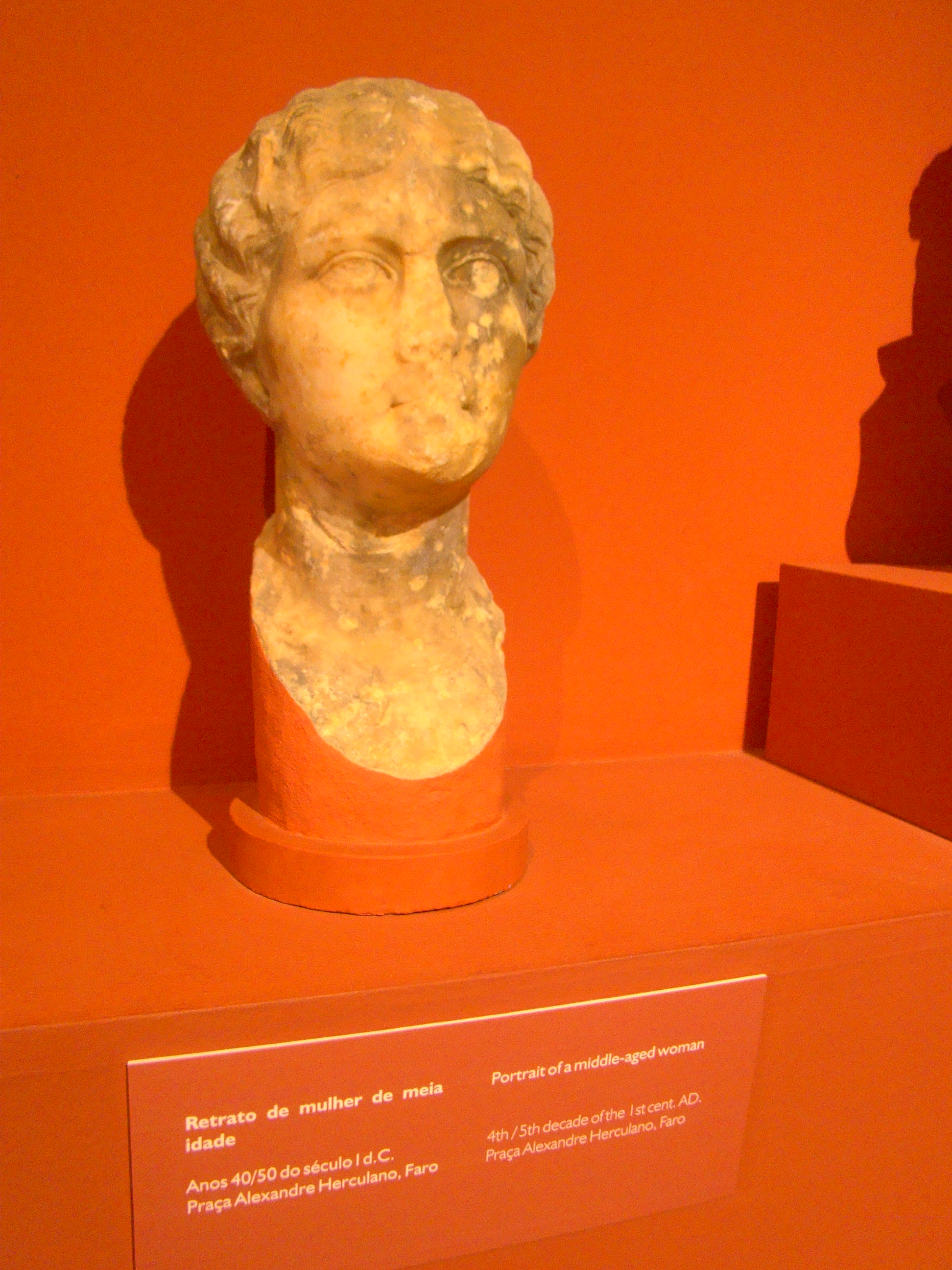
Busto romano encontrado na Praça Alexandre Herculano, em Faro.

### Espólio
Foram encontradas várias moedas relativas a Ossónoba, que, como era habitual durante a civilização romana, eram cunhadas com desenhos relativos à região, e com a efígie do imperador que reinava durante aquele período. Também foram descobertos materiais de construção, como telhas, e vários artefactos do quotidiano perto da estação ferroviária, como anzóis, moedas e muitos fragmentos de objectos de vidro, metal e cerâmica. Na zona da Horta do Pinto, foi encontrado um conjunto de lucernas decoradas do período romano, que é considerado de grande importância para o estudo deste tipo de objectos, uma vez que permite um maior conhecimento sobre a sua evolução, desde o século II a.C. até ao XI d.C., especialmente durante a república e o declínio da civilização romana. Com efeito, as lucernas foram mais do que simples instrumentos quotidianos, tendo-se assumido também como objectos decorativos ou símbolos de devoção religiosa, demonstrando as crenças, ideologias e tendências artísticas dos seus possuidores, e a sua evolução ao longo dos tempos. Por exemplo, um dos símbolos das lucernas é um cordeiro, que representava Cristo, mostrando desta forma a introdução do cristianismo na religião. Foram igualmente desenterradas ossadas humanas na Quinta do Fumeiro, e na Rua de Santo António. Na mesma área foram encontrados fragmentos de mosaicos, colunas e de cerâmica.
Em termos de espólio do período muçulmano, foi encontrada uma candeia, e um pequeno tesouro, que incluía os fragmentos de uma pequena taça de prata, que continha um anel, possivelmente em electro, e três objectos de ouro: um par de arreacadas, uma bracelete em espiral, e uma pequena barra. A bracelete, de grandes dimensões, foi esculpida em espiral, em secção poligonal, enquanto que as arrecadas, fabricadas em ouro batido, tinham sido decoradas com uma rosácea no centro, com pétalas ponteagudas dispostas em forma de estrela, que talvez tenham servido para encaixar pedras preciosas, rodeadas por duas faixas onduladas que se cruzavam e formavam espaços circulares entre si. A forma geral destes três objectos, e especialmente das rosáceas, recorda a arte muçulmana, enquanto que as faixas lavradas assemelham-se a um antigo estilo oriental, que remonta à Arte assíria.

## História

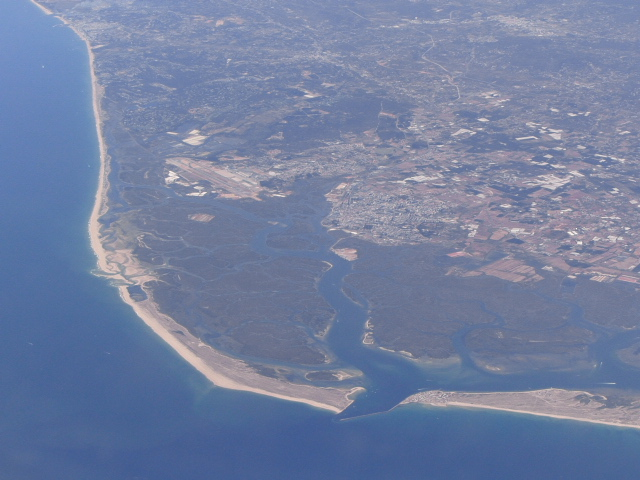
Fotografia aérea de Faro, em 2015. A cidade em si fica no centro, a Sul fica a Ria, e a Oeste da cidade situa-se o Aeroporto. A cidade de Ossónoba ocupava sensivelmente a zona mais antiga de Faro, ao longo da margem da ria

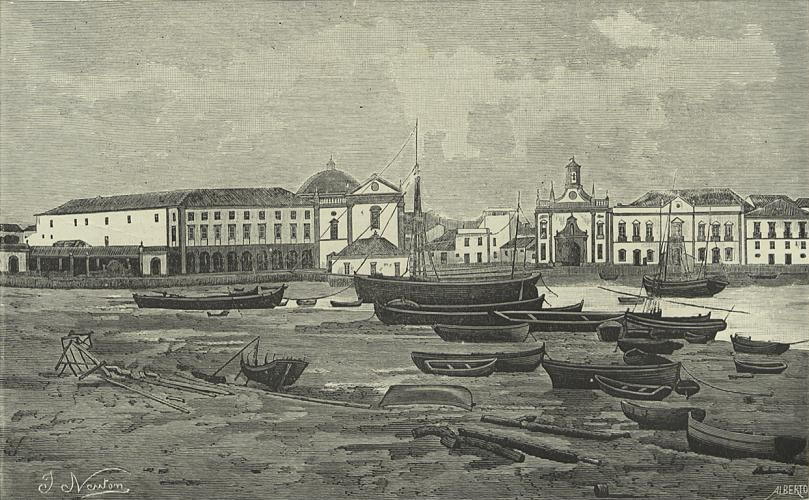
Frente ribeirinha de Faro, no século XIX. No centro à direita está o Arco da Vila, que dá acesso ao centro histórico

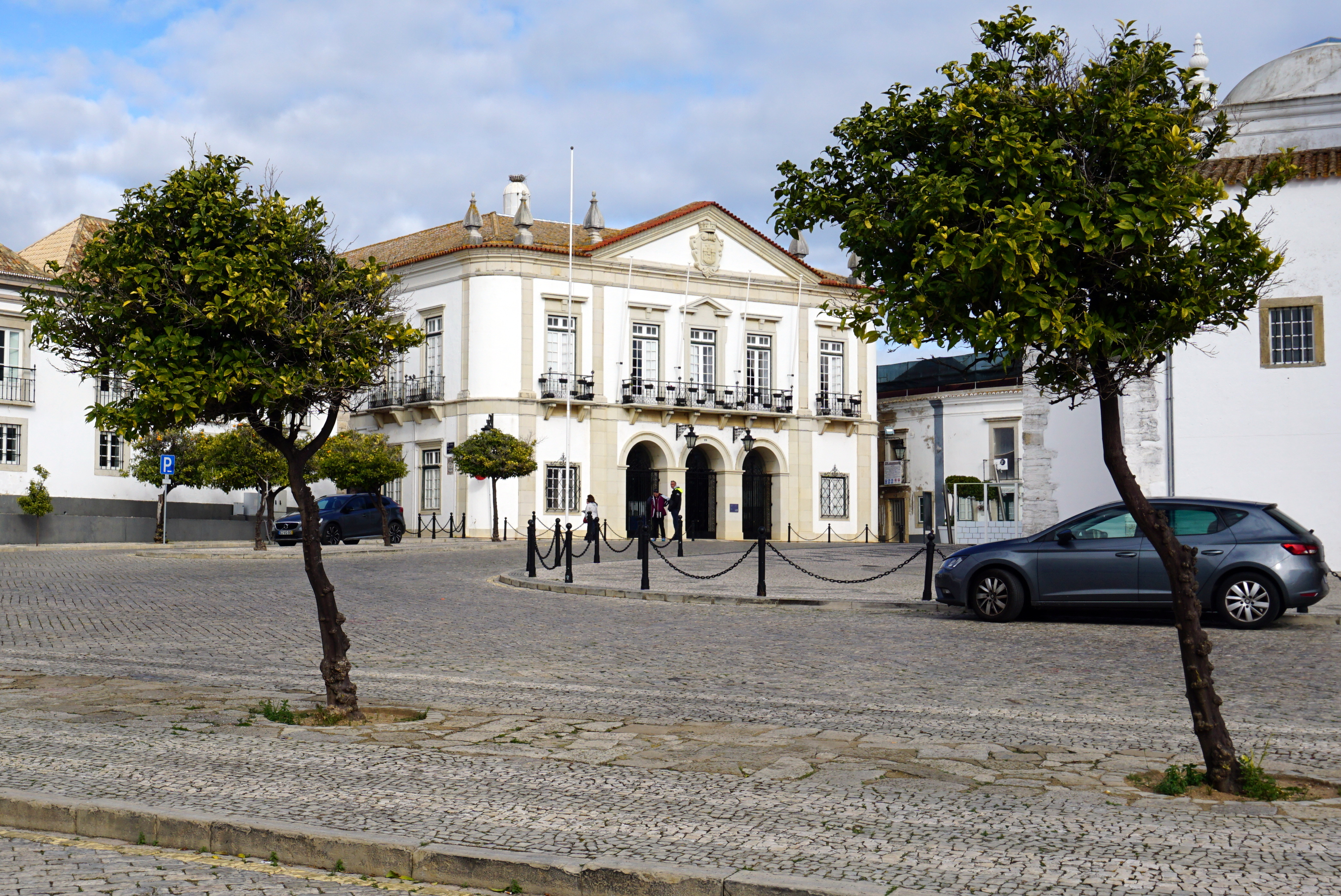
Núcleo histórico de Faro

### Fundação e primeiros anos
A povoação de Ossónoba foi fundada cerca do século IV a.C., durante um período de expansão da civilização fenícia, e cedo se afirmou como uma das mais importantes cidades na região Sudoeste da península, sendo um importante entreposto para o comércio de minérios e de produtos piscícolas e agrícolas. Também foram descobertos vestígios do ocupação por parte dos Cartagineses.

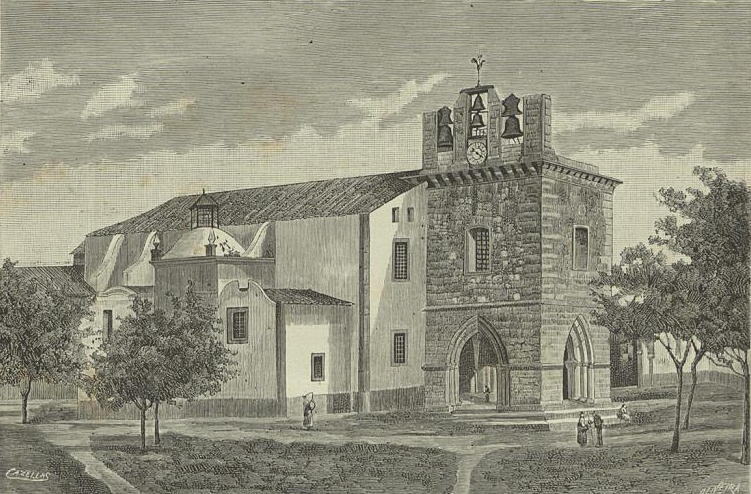
Sé Catedral de Faro, no século XIX

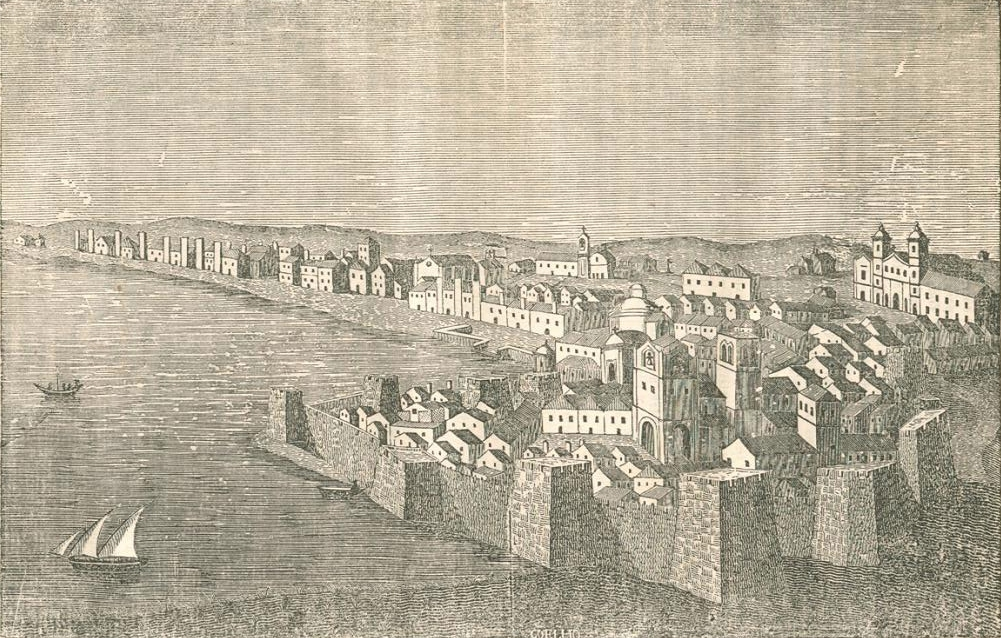
Gravura da cidade de Faro,publicada no jornal O Panorama n.º 50, de 1842

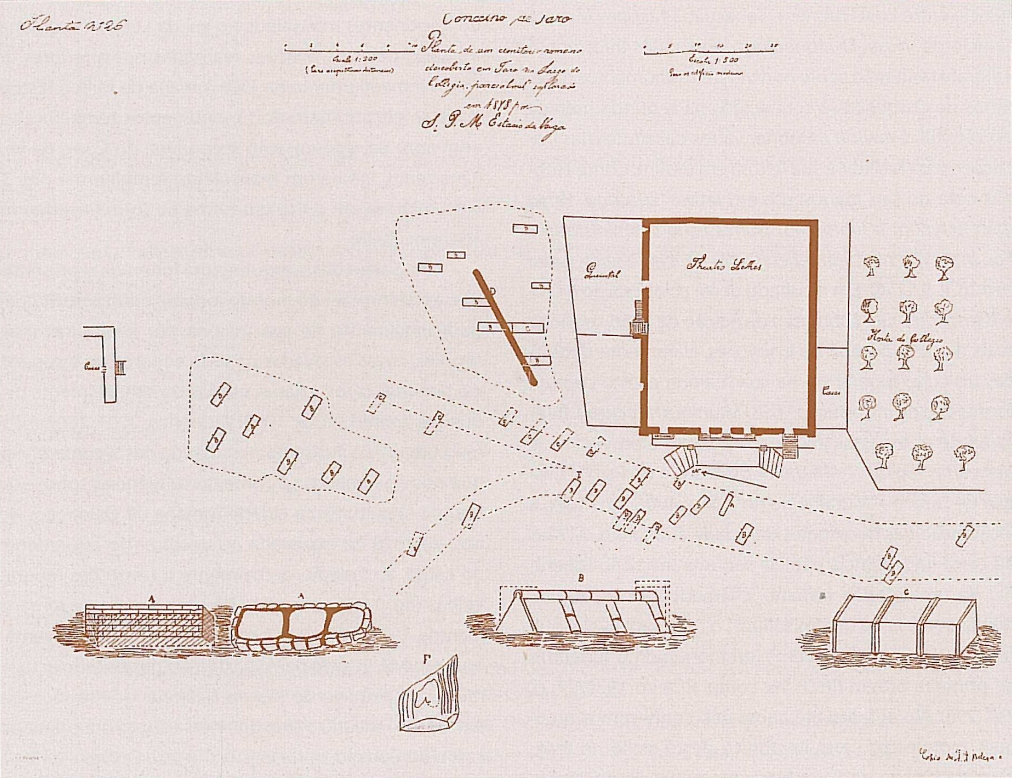
Planta de um cemitério romano em frente do Teatro Lethes, desenhada por Estácio da Veiga em 1878

### Domínio romano
Nos últimos anos antes do Nascimento de Cristo e nos primeiro séculos da Era Cristã, a Península Ibérica este sob o domínio da civilização romana, centrada na cidade de Roma, e que no seu apogeu chegou a controlar a maior parte da Europa, o Norte de África e parte da Ásia. As incursões romanas na Península Ibérica iniciaram-se cerca de 200 anos antes de Cristo, durante as guerras contra Cartago, e por volta de 155 a.C. começou a Guerra Lusitana, contra as tribos nativas da península, que terminou no século I, com a conquista total da península. A região do Algarve foi conquistada pelos romanos nos finais do século II a.C., incluindo a cidade de Ossónoba. Ossónoba foi referida pelo geógrafo grego Estrabão como um exemplo das povoações que os nativos estabeleceram junto aos esteiros dos rios, tendo sido a única cidade que indicou na região do moderno Algarve.
Durante o domínio de Roma, a zona que depois corresponderia ao Algarve tornou-se um destino de excelência para as elites, devido ao clima ameno, à estabilidade em relação ao resto da península, pelos terrenos férteis e pela extensa faixa costeira, que possibilitava a criação de uma rica indústria da pesca. Os romanos abastados construíram para si grandes quintas com mansões decoradas, como as do Cerro da Vila, em Vilamoura, Milreu, em Estoi, e Abicada, na Mexilhoeira Grande.
Cerca do século I ou II, foi construído um complexo de salgas junto à margem da Ria Formosa. Entre os séculos II e III, a cidade de Ossónoba conheceu o seu auge como centro económico e urbano, estando já completamente organizada em termos políticos, sociais e religiosos. Terá sido nos finais do século II ou nos princípios do III que foi executado o famoso mosaico do Deus Oceano, provavelmente encomendado por abastados empresários romanos na área da pesca nas costas do Algarve e de Marrocos.
Com os Romanos a cidade perde o carácter de entreposto comercial e transforma-se em urbe. A Vila-a-Dentro estrutura-se segundo dois eixos principais (actuais Ruas do Município e do Repouso), ambos de acesso a uma área central, o fórum, onde se implantavam os edifícios administrativos e religiosos mais importantes. De entre eles salienta-se o templo (em latim: templum), cuja localização coincidia, parcialmente, com a da actual Sé, se bem que a uma cota cerca de três metros abaixo.[carece de fontes?] A Vila-a-Dentro ocupava então uma área inferior àquela que hoje ocupa e teria sido muralhada sobre o traçado da actual circular interior (Ruas Monsenhor Boto, Rasquinho e antiga Travessa das Freiras).[carece de fontes?] Pouco a pouco a cidade desenvolve-se e salta para o exterior das muralhas, estabelecendo-se então dois núcleos extramuros: o primeiro, na zona do Lethes-Alagoa-Artistas, acompanhando o traçado dos canais; o segundo, de estrutura linear, sobre o traçado da actual Rua Conselheiro Bivar.[carece de fontes?] Envolvendo estes núcleos constituiu-se uma vasta zona de construção dispersa, onde se situavam as hortas que abasteciam a cidade, e hoje são descobertos inúmeros vestígios de edificações, estatuária, utensílios vários e túmulos um pouco por toda esta área .[carece de fontes?]
Ossónoba estava ligada por uma estrada a Pax Júlia (Beja), que provavelmente passaria pela villa romana de Milreu, perto da moderna vila de Estói. A via partia de Ossónoba e dirigia-se para norte, e passaria pelas villae romanas de Milreu e de Vale do Joio (São Brás/ Faro), cujos arqueológicos podemos encontrar ao longo de dois troços  Esta estrada era de categoria secundária, sendo apesar disso parte do XXI Itinerário de Antonino, uma das vias de comunicação mais importantes na Península Ibérica, ligando Ossónoba a Emérita Augusta (Mérida, em Espanha), passando por Paz Júlia e Olissipo (Lisboa).
A cidade de Ossónoba possuía um importante porto marítimo, que permitia ligações relativamente fáceis ao resto da civilização romana, com destaque para a cidade de Roma. Desta forma, foram criadas as condições para o estabelecimento de diversas quintas romanas em redor, como Milreu, que através do porto de Ossónoba podiam exportar os seus produtos, levando a uma grande expansão da cidade como centro regional. Devido à presença do porto, em Ossónoba também se formou uma importante indústria pesqueira, o que, em conjunto com o transporte de mercadorias, dinamizava um grande número de actividades de suporte, como a construção e reparação naval, fabrico de utensílios de pesca e de contentores de transporte, e a preparação dos produtos piscícolas para exportação, como o garo. Por outro lado, a cidade ficava num importante eixo marítimo, que se iniciava em Gades (Cádis) e contornava o Cabo de São Vicente, passando pela foz do Rio Guadiana, Ossónoba, foz do Rio Arade, e pela Baía de Lagos. Com efeito, era a última cidade que os viajantes encontravam, quando se deslocavam do Mediterrâneo para o Atlântico Norte. O porto de Ossónoba era o centro de uma rede de docas marítimas, utilizando a navegação por cabotagem, que ligava a cidade às quintas romanas do Cerro da Vila, em Vilamoura, e Quinta de Marim, em Olhão.
Além do transporte de mercadorias, o porto também tinha uma função cultural e social, ao ser o principal ponto de contacto com Roma e as outras colónias no Norte de África e no Mediterrâneo, tornando a cidade num importante pólo de poder político e religioso a nível regional. Uma das provas da importância económica de Ossónoba foi a cunhagem de moeda própria, conceito que surgiu associado às principais cidades durante a civilização romana. Ainda assim, a configuração do porto deixava-o mais isolado para o acesso dos barcos, sendo dessa forma menos adequado à navegação do que o de Balsa. Este factor pode ter originado um aumento da importância de Balsa em detrimento da de Ossónoba, nos séculos I e II, situação que se inverteu com o declínio de Balsa, nos terceiro e quarto séculos. Ossónoba era a capital de uma região no centro do moderno Algarve, que abrangia por exemplo a povoação romana do Cerro da Vila, em Vilamoura.
A partir do ano 50, desenvolveu-se na cidade uma importante comunidade cristã que foi determinante na sua caracterização.[carece de fontes?] Em 303, foi organizado o Concílio de Elvira, na província de Granada, tendo participado os principais dignatários da religião cristã na península, incluindo o bispo de Ossónoba, Vicente. Devido à presença cristâ em Ossónoba, pode ter havido uma expansão desta religião aos povoados vizinhos, como terá sucedido em Milreu, onde o templo pagão foi convertido em basílica cristâ.
A ligação de Ossónoba ao poder político de Roma pode ser comprovada através de uma inscrição numa lápide encontrada nas muralhas de Faro, que cita tanto a cidade como o imperador romano César Lúcio Domício Aureliano: Imp(eratori) Caes(ari) L(ucio) Domitio Aureliano, Pio, Fel(ici), Aug(usto), P(ontifici) M(aximo), T(ribunicia) P(otestate), P(atri) P(atriae), II Co(n)s(uli), Proc(onsuli), R(es) P(ublica) Ossonb(ensis), ex decreto Ordinis, d(evota) N(umini) M(ajestatique) ejus, d(edit), d(edicavit). (Ao Imperador César Lúcio Domício Aureliano, Pio, Feliz, Augusto, Pontífice Máximo, investido da autoridade tribunícia, Pai da Pátria, por duas vezes Cônsul, Procônsul, a República de Ossónoba, devota do seu poder e majestade, dedicou-lhe, por decreto da ordem, [este monumento])

Hispânia em 411

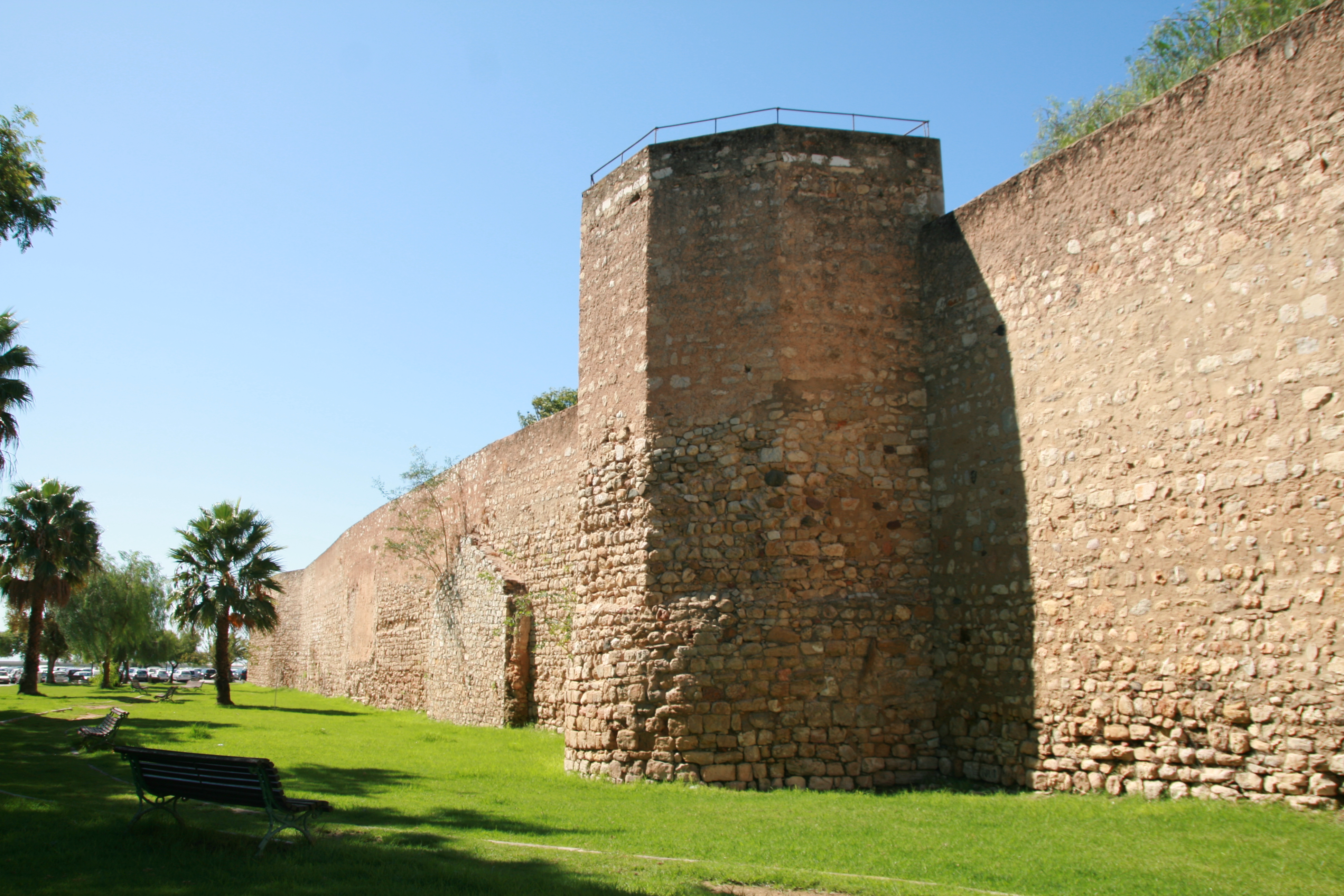
Torre bizantina, parte das Muralhas de Faro

### Decadência e ocupação posterior
No século IV, a civilização de Roma entrou em declínio, devido à divisão do seu território e às invasões por parte dos povos germânicos, levando ao fim do Império Romano do Ocidente no século V. Durante o século IV, com o declínio do poder imperial de Roma, a civilização do tipo urbano descentraliza-se para as villae, sedes de grandes latifúndios e centros de poder político, económico e religioso.[carece de fontes?] Devido ao final da civilização romana, nos séculos IV a V, a cidade de Ossónoba conhece um gradual processo de declínio urbano, com o abandono de várias áreas mais periféricas, como o complexo de salgas na zona ribeirinha, que foi abandonado nesse período. Algumas destas zonas só foram muito posteriormente ocupadas, com a instalação de hortas e de edifícios religiosos. Após o declínio da cidade, as ruínas foram cobertas por novos edifícios ao longo das várias épocas de evolução urbana de Faro, como pode ser comprovado pelas várias camadas de ocupação em cima dos vestígios romanos.
Na Península Ibérica, foi no século V que se iniciaram as invasões bárbaras, primeiro pelos Alanos, Vândalos e Suevos, e depois pelos Visigodos, que no século VII conseguiram dominar a maior parte da península. Em Ossónoba adaptam-se templos pagãos a templos cristãos, iniciando-se um processo de cristianização, que culmina com a sua conquista pelos Visigodos, no ano de 414.[carece de fontes?] A ocupação visigoda não vem introduzir alterações de fundo na estrutura da cidade, já que se trata de um povo cristianizado, voltado para as áreas rurais, o que permitiu a continuação do povoamento urbano pelos Romanos.[carece de fontes?] Durante o domínio visigótico, Ossónoba foi sede de bispado.
Desde o século VI até à primeira metade do VII, a cidade esteve sob o controlo do Império Bizantino, tendo o principal vestígio deste período sido as chamadas Torres bizantinas de Faro, que foram construídas em cima de torres romanas, de forma semicircular.
No ano de 711, iniciou-se a invasão pelos povos muçulmanos, que pouco tempo depois estavam sob controlo da quase totalidade da península. Em 713, Ossónoba é conquistada pelos muçulmanos. Cerca de seis anos depois, a cidade de Córdova tornou-se na capital do califado muçulmano do Al-Andalus, que incluía várias províncias, incluindo uma correspondendo ao moderno Algarve, suja sede era em Ossónoba. Nesta altura, Ossónoba adopta o nome de Shantamariya al-Gharb ou Santa Maria de Ossónoba e é edificada a sua famosa Catedral, igreja a que se refere, posteriormente, o geógrafo Iacute de Hama:
Santa Maria é uma cidade antiga; nela existe uma Igreja da qual disse Amade, filho de Omar Alodri, que era um soberbo edifício; as suas magníficas e alvas colunas não têm rival em nenhuma outra parte, quer pelo extraordinário comprimento, quer pela largura e um homem não é capaz de se abraçar a uma delas.
Permaneceu com a mesma denominação até ao século IX, quando é renomeada para Santa Maria do Ocidente. Nessa altura, era a sede de um principado independente, tendo as suas defesas sido reforçadas com uma cintura de muralhas, provavelmente baseadas nas muralhas já existentes desde o período romano. No século XI volta a mudar de nome, para Santa Maria ibne Harune, que posteriormente deu origem ao topónimo Faro. Durante este período, a cidade ficou conhecida especialmente pela sua cultura, tendo sido residência de vários filósofos e poetas famosos. O domínio muçulmano terminou com a conquista da cidade pelas forças de D. Afonso III, em 1349.

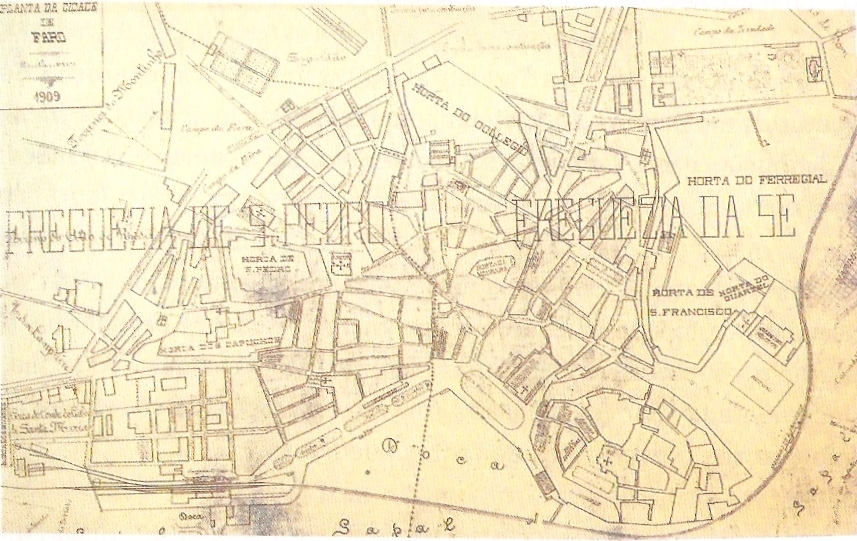
Planta da cidade de Faro em 1909. A cidade de Ossónoba ocupava uma faixa ao longo das margens da Ria Formosa, desde a estação ferroviária, à esquerda, até à zona antiga de Faro, à direita, prolongando-se para o interior até ao perímetro de Faro

### Redescoberta
Em 1570, o historiador André de Resende apresentou a hipótese que as ruínas de Milreu correspondiam à antiga cidade de Ossónoba, baseado num texto do geógrafo muçulmano Al-Rasis, e devido à riqueza e dimensões das ruínas, que indicavam a presença de um importante núcleo populacional romano. Esta hipótese ainda era válida no século XIX, quando Estácio da Veiga investigou as ruínas de Milreu, que identificou como Ossónoba nos seus relatos.
Em 1895, António dos Santos Rocha relatou que tinham sido encontrados fragmentos de canos, tijolos, argamassa, telhas, ânforas e vasos numa campina perto do posto fiscal, situado à saída de Faro para Olhão pela estrada real. A área foi investigada por Estácio da Veiga, que no entanto afirmou não ter encontrado vestígios importantes. Santos Rocha adiantou a hipótese que aqueles achados pertenciam a uma quinta romana. Mais perto de Faro, na zona da Horta do Pinto, foram descobertos mais vestígios do período romano, quando se procederam a escavações para uma nora, e que constituíam num pavimento de mosaico, situado a grande profundidade, pedaços de colunas e pelo menos uma base, e restos de cerâmica. Também foram descobertas várias candeias de barro romanas, que o proprietário do terreno ofereceu ao curador do museu de Faro, Joaquim Maria Pereira Botto. Estas terão sido as únicas peças a serem preservadas, uma vez que os restantes vestígios terão sido destruídos, reenterrados ou utilizados na alvenaria do poço, não tendo sido feita qualquer escavação arqueológica na quinta, uma vez que seria demasiado complicada e dispendiosa, além que provavelmente enfrentaria a oposição do dono dos terrenos. Foram igualmente recolhidos alguns artefactos do período muçulmano em Faro, incluindo uma candeia de barro, que foi encontrada perto do edifício dos Paços do Concelho e guardada no museu, e um pequeno tesouro, que estava na posse do governador civil. No volume V da primeira série da revista O Arqueólogo Português, publicado entre 1899 e 1900, José Leite de Vasconcelos relatou que há algum tempo atrás foi oferecida ao museu de Faro uma lápide com uma inscrição relativa a Ossónoba, que tinha sido encontradas nas muralhas da cidade. A lápide faria talvez parte da base para uma estátua. Leite de Vasconcelos declarou que tinham sido encontradas outras lápides com inscrições nas muralhas, e que eram visíveis fragmentos de mármore dentro da estrutura dos muros, do lado da praia, que teriam talvez pertencido igualmente a Ossónoba.
Em 1926, foi encontrado o mosaico do Deus Oceano junto à estação de Faro, embora tenha sido novamente enterrado, e só depois na década de 1970 é que foi retirado, quando se iniciaram as obras de um prédio no local. Na década de 1930, o arqueólogo Abílio José Gouveia encontrou duas lápides romanas incrustradas nas muralhas de Faro, perto da chamada Porta Nova, que foram preservadas em Fevereiro de 1935 no Museu Arqueológico de Faro. Estas lápides foram estudadas por Mário Lyster Franco, com o apoio de José Leite de Vasconcellos, tendo-se apurado que uma delas, que estava em melhores condições, tinha gravada uma lista de 21 nomes masculinos. Leite de Vasconcellos adiantou que devido à tipologia dos nomes, estes seriam de libertos, e que alguns dos cognomes eram de origem grega, como Nymphodotus, Symphorus e Chrysantus, tendo este último sido igualmente encontrado numa inscrição funerária na Quinta de Marim. A segunda lápide tinha a inscrição quase totalmente desaparecida, mas ainda foi possível distinguir a palavra [OS]SONOBENSIUM, pelo que Lyster Franco avançou a teoria que ambas as lápides terão sido criadas para comemorar algum evento, no qual participaram 21 libertos da cidade de Ossónoba. Devido à presença do nome da antiga cidade romana e ao local onde foram descobertas, estas duas lápides constituíram uma importante evidência para a teoria que Ossónoba estava situada sensivelmente no mesmo local da moderna cidade de Faro. Um dos principais impulsionadores desta teoria foi o arqueólogo Abel Viana, que nessa altura estava a investigar as ruínas da antiga cidade. Abel Viana fez a identificação definitiva de Ossónoba com a moderna cidade de Faro em 1952, embora na década de 1960 ainda alguns investigadores continuavam a colocar a cidade de Ossónoba em Milreu. Entretanto, foram feitas mais descobertas na Horta do Pinto na década de 1950, aquando da urbanização daquela área.
Segundo o jornal O Algarve de 24 de Setembro de 1967, foi descoberta uma sepultura do período romano na zona da Quinta do Fumeiro, durante as obras do Liceu Feminino de Faro, e que continha um esqueleto e uma moeda. Na edição de 1 de Fevereiro de 1969, é noticiado que foram encontradas duas ânforas, várias telhas e ossos humanos durante obras na Rua de Santo António, tendo este espólio sido preservado no Museu de Faro.
Em 2017 foi descoberta uma salga da antiga cidade romana no centro de Faro, na zona junto à estação ferroviária, durante as obras de construção de um hotel. Em Janeiro de 2018, o Museu municipal de Faro organizou a exposição A Lucerna através do tempo. Iluminando a Ossónoba romana, onde foram apresentadas várias lucernas do período romano, encontradas na zona da Horta do Pinto, em Faro.

## Leitura recomendada
- O Algarve da antiguidade aos nossos dias: elementos para a sua história: O Algarve no mundo mediterrâneo antigo, as cidades como espaços políticos e culturais. Volume 1. Lisboa: Colibri. 1999
- Noventa séculos entre a serra e o mar. Lisboa: Instituto Português do Património Arquitectónico. 1997
- BERNARDES, João Pedro (2006). «Faro romana: Ossonoba e Milreu». Monumentos: revista semestral de edifícios e monumentos (24). p. 12-31. ISSN 0872-8747
- BERNARDES, J. P. (2011). «A Cidade de Ossonoba e o Seu Território». Anais do Município de Faro. (XXXVII). Faro: Câmara Municipal de Faro. p.11–26
- BERNARDES, João Pedro (2014). «Ossonoba e o seu território: as transformações de uma cidade portuária do sul da Lusitânia». Ciudad y territorio: transformaciones materiales e ideológicas entre la época clásica y el Altomedioevo, Monografías de Arqueología Cordobesa. (20) Córdoba. eds. D. Vaquerizo, J. A. Garriguet e A. p. 355–366
- BERNARDES, João Pedro (2017). O sistema portuário de Ossonoba. Los Puertos Atlánticos Béticos y Lusitanos y su relación comercial con el Meditarráneo. Huelva: Universidade de Huelva. p. 379-398. ISBN 978-88-9131522-9
- BERNARDES, João Pedro (2019). «Ossonoba, cidade marítima». O Mosaico do Oceano: Um Tesouro Intemporal de Ossónoba. (catálogo). Faro: Museu Municipal de Faro. p. 22–29
- BERNARDES, João Pedro e ENCARNAÇÃO, José d' (2018). «O templo Romano de Faro», Anais do Município de Faro. (XL). Faro: Câmara Municipal de Faro. p. 17–40
- CONEJO, Noé (2022): Ossonoba e a moeda antiga do Museu Municipal de Faro. Faro: Câmara Municipal de Faro. ISBN:978-989-53011-4-0.
- LAMEIRA, Francisco I. C. (1995). Faro Edificações Notáveis. Faro: Câmara Municipal de Faro
- MARTINS, Ana (2019). Contributo para o estudo da cidade romana de Ossonoba: a terra sigillata da Rua Infante D. Henrique nº 58-60. 2 vols. (Dissertação de mestrado apresentada à Universidade de Évora). Évora: Universidade de Évora.
- MOURÃO, Cátia (2008). «MIRABILIA AQVARVM – Motivos aquáticos em mosaicos antigos de Portugal ‐ Decorativismo e Simbolismo (Actas do I Ciclo de Palestras Internacional sobre Arquitectura, Mosaicos e Sociedade da Antiguidade Tardia e Bizantina a Ocidente e Oriente. Estudos e Planos de Salvaguarda». Revista de História da Arte (6). Lisboa: Instituto de História da Arte, Faculdade de Ciências Sociais e Humanas, Universidade Nova de Lisboa, dir. M. Justino MACIEL e Raquel Henriques da SILVA. p. 115-131
- PEDROSO, Rui Nunes (2005). «Pintura mural Luso-Romana». O Arqueólogo Português. Série IV, vol. 23. p. 321 - 366. ISSN 0870-094X
- PEREIRA, Carlos (2018). As Necrópoles Romanas do Algarve. Acerca dos espaços da morte no extremo sul da Lusitânia (Supl. 9 de O Arqueólogo Português). Lisboa
- SÁ, Maria Cristina Moreira de (1959). Mosaicos Romanos de Portugal (Tese de Dissertação de Licenciatura em História). Lisboa: Faculdade de Letras de Lisboa da Universidade de Lisboa
- SANTOS, Maria Luísa Estácio da Veiga Afonso dos (1971). Arqueologia Romana do Algarve: (Subsídios) (Tese de Dissertação para a Licenciatura em Ciências Históricas apresentada à Faculdade de Letras de Lisboa). 2 Volumes. Lisboa: Associação dos Arqueólogos Portugueses
- VEIGA, Sebastião Phillipes Martins Estácio da (1886, 1887, 1889, 1891). Antiguidades Monumentaes do Algarve. Tempos Prehistoricos. 4 Vols. Lisboa: Imprensa Nacional
- VIEGAS, Catarina (2011). A Ocupação Romana do Algarve. (Estudos e Memórias, 3). Lisboa: UNIARQ